# Marioara Popescu
Marioara Popescu, född den 9 november 1962 i Corlăţeni i Rumänien, är en rumänsk roddare.
Hon tog OS-guld i åtta med styrman i samband med de olympiska roddtävlingarna 1996 i Atlanta.